# Odense
Odense är en tätort och stad i Region Syddanmark i södra Danmark. Tätorten har 183 763 invånare (2024), vilket gör den till Danmarks tredje största och den största staden på ön Fyn. Odense är centralort i Odense kommun. Staden är även stiftsstad (biskopssäte) i Fyns stift.

## Historia
Namnet Odense kommer från Odins Vi, ungefär "Odens helgedom", och är en referens till nordisk mytologi. Det är en av Danmarks äldsta städer, och firade tusenårsjubileum 1988.
Den första kyrkan byggdes omkring år 1000 ungefär där Albani torv nu ligger. Omkring år 1022 blev Odense biskopssäte. Kung Knut den helige hade beslutat att bönderna skulle medverka i ett krigståg till England vilket utlöste uppror. Kungen sökte skydd Albanikyrkan i Odense men den 10 juli 1086 blev både han och hans bror Benedict mördade i kyrkan. Efter detta uppkom en kult och 1101 en så kallad skrinläggning gjordes varvid relikerna överfördes till ett relikskrin. Domkyrkan var under medeltiden ett populärt pilgrimsmål. Odense domkyrka, Sankt Knuts kyrka (på danska Sankt Knuds Kirke), är naturligtvis uppkallad efter honom. Denna kyrka är idag domkyrka för Fyns stift.
I domkyrkan finns ytterligare kungar begravna: Erik Lamm, Hans och Kristian II.
1157 förstördes staden vid ett anfall från venderna och även 1247 under inbördeskriget mellan Abel av Danmark och Erik Plogpenning.
Även vid det dansk-svenska kriget 1658-60 blev Odense åtgånget när staden intogs av svenskarna den 31 juli 1658.
Staden fick ett uppsving när man i början av 1800-talet byggde en kanal från Odensefjorden och anlade en hamn. Odense har idag en av Danmarks största hamnar. I början av 1800-talet inleddes en försiktig industrialisering, bland annat genom grundandet 1836 av M.P. Allerups Jernstøberi, som gjorde att staden bredde ut sig. 1851 revs stadsportarna för att ge plats åt husbyggen. 1865 fick Odense järnvägsstation när man drog järnväg över Fyn.
Odenses mest kända landmärke var Odinstornet som var Europas högsta torn efter Eiffeltornet. Tornet invigdes den 29 maj 1935 och var 175 meter högt. Tornet blev populärt bland turisterna som bland annat kunde besöka någon av tornets tre serveringar. Tornet sprängdes av en tyskvänlig sabotagegrupp den 14 december 1944 och byggdes aldrig upp igen.

## Utbildning
I Odense ligger Syddansk Universitets största campus. Förutom i Odense har Syddansk Universitet även campus i Esbjerg, Kolding, Köpenhamn, Slagelse och Sønderborg. Universitetet har fem fakulteter och bedriver utbildning och forskning inom naturvetenskap, medicin, samhällsvetenskap, teknik och humaniora. Universitetet är Danmarks tredje största med cirka 18.000 studenter.

## Sport
Odense har ett fotbollslag som spelar i danska Superligaen, Odense Boldklub (Odense Bollklubb). Hemmaarenan heter Odense Stadion (officiellt: EWII Park). Från staden kommer också den kända tennisspelaren Caroline Wozniacki.
Volleybollklubbarna Bokma Odense, DHV Odense  och VK Fortuna Odense, som alla blivit danska mästare kommer från staden.

## Ekonomi
Miljøstyrelsen och Social- og Boligstyrelsen har sina huvudkontor i Odense.

## Kommunikationer
Odense är också en viktig plats för genomfartstrafik. Järnvägen som förbinder Köpenhamn med Jylland går genom Odense och dessutom går motorvägen E20 förbi Odense. En 14,5 km lång spårväg, Odense Letbane, invigdes i maj 2022.

## Sevärdheter

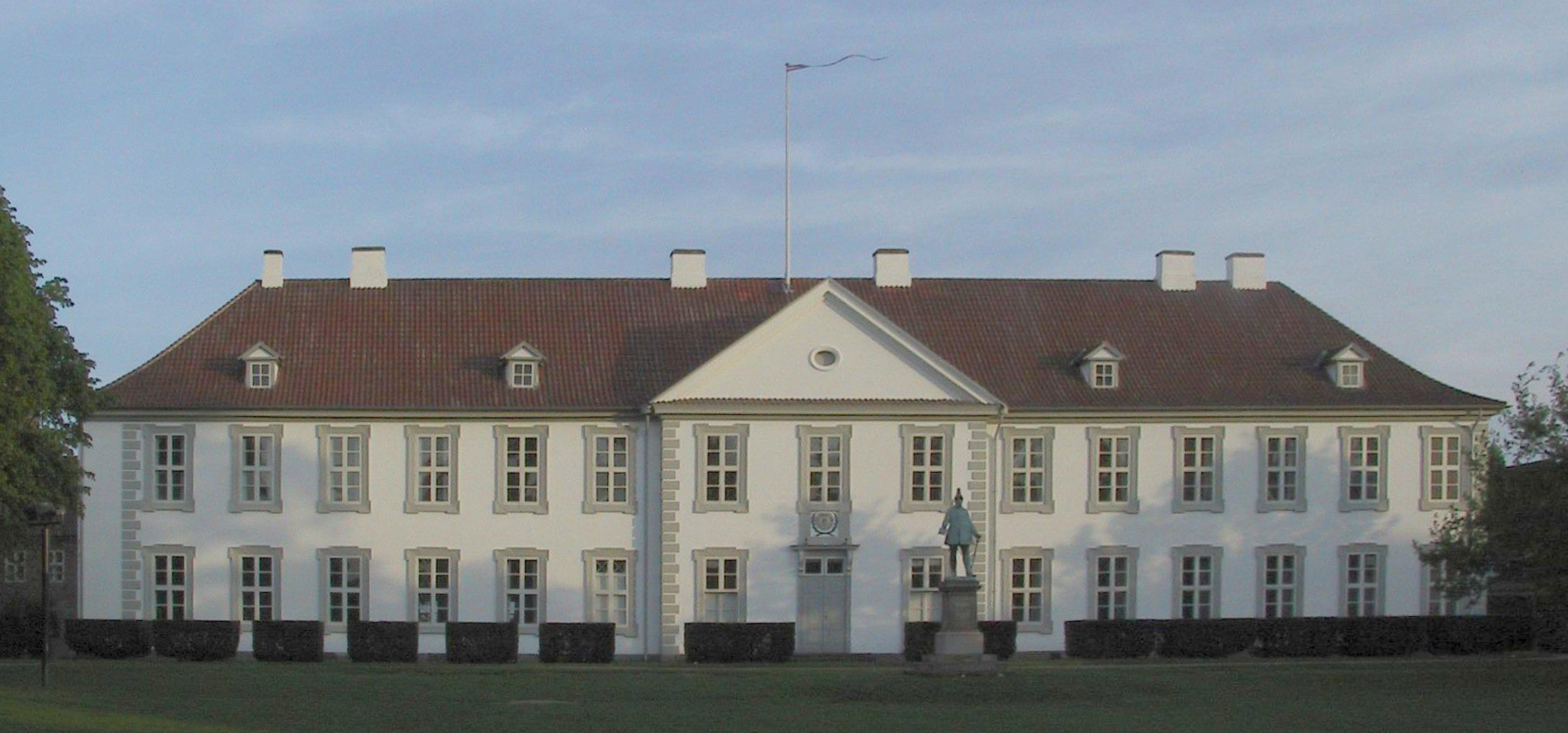
Odense slott

Odense domkyrka är uppförd i gotisk stil och blev invigd först den 30 april 1499 efter att ha byggts i 200 år.
Nära Odense station ligger Kongens Have, i vilket stadens slott är beläget.
På Dannebrogsgade norr om centrum ligger Danmarks Jernbanemuseum, Nordens största järnvägsmuseum. Mellan 1998 och 2020 fanns Elvis Presley Museum (därefter flyttat till Søndervig nära Ringkøbing) i staden.
Odense är dock främst känt för att Hans Christian Andersen föddes i Odense 1805. Det finns flera hus tillägnade författaren men i centrum ligger H.C. Andersens Hus som innehåller ett museum. H.C. Andersen Center har inte direkt något med författaren att göra utan är en konferensanläggning och hotell men där finns ett museum om en annan känd konstnär, kompositören Carl Nielsen. Utanför Odense finns både en djurpark och ett tivoli. I närheten av djurparken ligger Den Fynske Landsby som är ett slags dansk motsvarighet till Skansen.
Brandts Klædefabrik är ett gammalt fabrikskomplex som ligger i Odense centrum, men som har omskapats till ett kulturcenter med bland annat museer, butiker, ett musikbibliotek, en restaurang och en biograf (Café Biografen).
Ett av Danmarks största köpcentrum, Rosengårdcentret, ligger i sydöstra delen av Odense.
Företaget Odense Marcipan är verksamt och grundat i Odense 1907 av Lauritz Thobo-Carlsen. Odense Marcipan producerar olika grundmassor till konfektyr bl.a. marsipan, nougat och choklad.

## Vänorter
Norrköping, Sverige
- Iksan, Sydkorea